# Manasz Nemzeti Park (Bhután)
A Manasz nemzeti park Bhután legrégibb nemzeti parkja, és a Bhután királyi kormány szerint „a Királyság megőrző kiállítási pontja” és az értékes növények „genetikai letétkezelője”. Területe 1057 km², a Sarpang körzet keleti részét, a Zhemgang körzet nyugati felét és a nyugati Pemagatshel körzetet foglalja magában.
„Biológiai folyosók” útján kapcsolódik a Phibsoo Wildlife Sanctuary-hez, a Jigme Singye Wangchuck nemzeti parkhoz, a Thrumshingla nemzeti parkhoz és a Khaling Wildlife Sanctuary-hoz. A bhutáni Manasz nemzeti park déli irányban közvetlenül kapcsolódik a Manasz nemzeti parkhoz Indiában (Asszám), ami a Világörökség része.
A nyilvánosság számára a parkba tilos a belépés.

## Története
A Manasz nemzeti park az 1990-es évek elején került a Bhutan Alap vagyonkezelő érdeklődésének fókuszába, ami az infrastruktúra fejlesztését jelentette és a működéshez szükséges alapvető biológiai és társadalmi-gazdasági hozzávalók biztosítását. Bhután első nemzeti park kezelési tervét a Manasz nemzeti park számára készítették, és ez szolgált később mintául más bhutáni nemzeti parkok menedzselésének kidolgozásához is.

## Természettudomány

### Növények
A Manasz  nemzeti park élőhelyei az alföldi trópusi erdőktől az állandó jégmezőkig terjednek. A park ökorégiói között szerepelnek a keleti himalájai lombos erdők és a himalájai szubtrópusi fenyvesek.
A nemzeti park számos olyan növényfajt is termeszt, amelyeket élelmiszerekben, az orvoslásban és vallási szertartások során használnak. Körülbelül 5000 ember él távoli, elszigetelt falvakban ebben a nemzeti parkban.

### Állatok

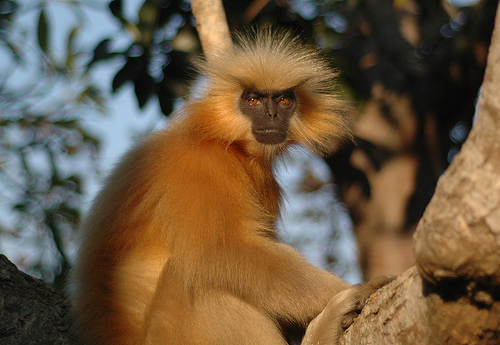
Aranylangur

A bhutáni Manasz  nemzeti park ad otthont a bengáli tigris, az ázsiai elefánt, a gaur (Bos gaurus), valamint a ritkább aranylangur (Presbytis geei), a törpedisznó (Sus salvanius), a sörtés nyúl (Caprolagus hispidus) és a Gangeszi folyamidelfin (Platanista) számára. Ez az egyetlen bhutáni nemzeti park, amiben indiai orrszarvú (Rhinoceros unicornis) és vad vízibivaly (Bubalus arnee) található. Több száz madárfaj - köztük négy szarvascsőrű faj - rágókakajú, koszorúzott, pántos és nagy indiai - szintén él a hatalmas parkban.
A Manasz folyó és mellékfolyói ritka vándorló vadhalak három fajtájának adnak otthont, ezek: mazeer (Tor tor), arany mazeer (Tor putitora) és csokoládé mazeer vagy Katle (Acrossocheilus hexangonolepis).

## Fordítás
Ez a szócikk részben vagy egészben  a   Royal Manas National Park című angol Wikipédia-szócikk fordításán alapul.  Az eredeti cikk szerkesztőit annak laptörténete sorolja fel. Ez a jelzés csupán a megfogalmazás eredetét és a szerzői jogokat jelzi, nem szolgál a cikkben szereplő információk forrásmegjelöléseként.